# Латаші
Латаші́ — село в Україні, у Народицькій селищній територіальній громаді Коростенського району Житомирської області. Населення - понад 300 осіб.

## Історія
У 1906 році село Христинівської волості Овруцького повіту Волинської губернії. Відстань від повітового міста 18 верст, від волості 12. Дворів 47, мешканців 507.